# Marchandiomyces aurantiacus
Marchandiomyces aurantiacus är en lavart som först beskrevs av Wilhelm Gottfried Lasch, och fick sitt nu gällande namn av Diederich & Etayo 1996. Marchandiomyces aurantiacus ingår i släktet Marchandiomyces och familjen Corticiaceae.   Inga underarter finns listade i Catalogue of Life.